# سيمون غراي
سيمون غراي (بالإنجليزية: Simon Gray)‏ هو مؤلف وكاتب سيناريو وكاتب بريطاني، ولد في 21 أكتوبر 1936 في Hayling Island ‏ في المملكة المتحدة، وتوفي في 7 أغسطس 2008 في لندن في المملكة المتحدة.

## وصلات خارجية
- سيمون غراي على موقع IMDb (الإنجليزية)
- سيمون غراي على موقع الموسوعة البريطانية (الإنجليزية)
- سيمون غراي على موقع مونزينجر (الألمانية)
- سيمون غراي على موقع ألو سيني (الفرنسية)
- سيمون غراي على موقع أول موفي (الإنجليزية)
- سيمون غراي على موقع قاعدة بيانات برودواي على الإنترنت (الإنجليزية)
- سيمون غراي على موقع قاعدة بيانات الأفلام السويدية (السويدية)
- سيمون غراي على موقع قاعدة بيانات الفيلم (الإنجليزية)
- سيمون غراي على موقع كينوبويسك (الروسية)